# بيئة تعليمية بديلة مؤقتة
البيئة التعليمية البديلة المؤقتة (IAES) هو مصطلح يشير لبيئة وبرنامج تعليميين بخلاف التعيين المكاني التعليمي الحالي للطالب الذي يتيح للطالب الاستمرار في تلقي الخدمات التعليمية طبقًا للبرنامج التعليمي المخصص له. والبرنامج التعليمي المخصص أو IEP هو خطة يتم تحديدها بواسطة فريق يقوم بتطوير مجموعة من التعديلات على البرنامج التعليمي الخاص بطالب التعليم الخاص، إذ يتم تصميم البيئة للسماح للطالب بالاستمرار في التقدم في المنهج الدراسي العادي لتحقيق الأهداف الموضوعة بواسطة البرنامج التعليمي المخصص، فضلاً عن السماح للطلاب بالحصول على الخدمات والتعديلات التي تم تصميمها لمساعدة الطلبة في معالجة السلوكيات المنطوية على مشكلات.

## مقالات البحث
- Alternative Educational Settings, School District Implementation of IDEA 1997 Requirements by Cathy F. Telzrow

## وصلات خارجية
- Idea terms to know نسخة محفوظة 19 يناير 2010 على موقع واي باك مشين.